# Eulachna
Eulachna är ett släkte av fjärilar. Eulachna ingår i familjen praktmalar, Oecophoridae.
Kladogram enligt Catalogue of Life:
| Eulachna | \| \| Eulachna dasyptera \| \| \| \| \| \| Eulachna droseropa \| \| \| \| |
|          | \| \| Eulachna dasyptera \| \| \| \| \| \| Eulachna droseropa \| \| \| \| |
|          | Eulachna dasyptera                                                        |
|          |                                                                           |
|          | Eulachna droseropa                                                        |
|          |                                                                           |